# Michele Costa

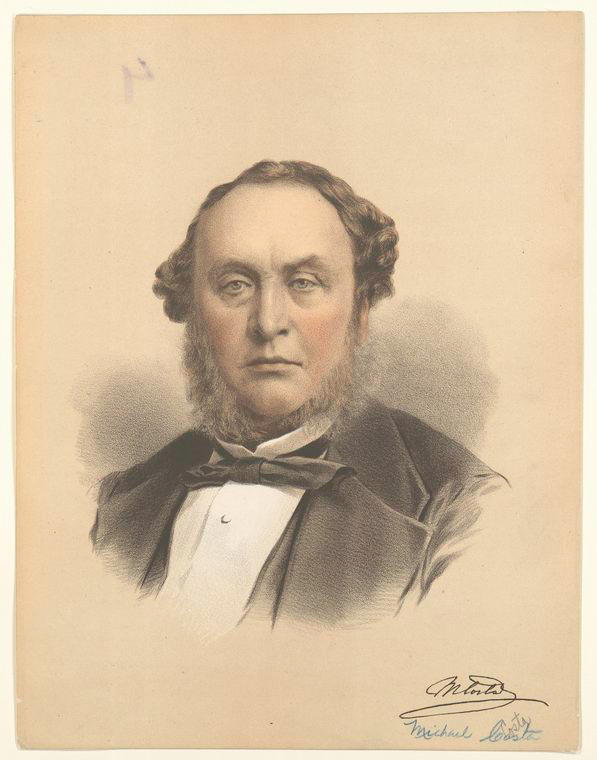
Michele Costa

Michele Andrea Agniello Costa (* 4. Februar 1808 in Neapel; † 29. April 1884 in Hove, Sussex) war ein italienisch-britischer Komponist und Dirigent.

## Leben
Costa zog 1829 nach England und wurde 1839 britischer Staatsbürger. In London war er seit 1832 musikalischer Direktor des King’s Theatre. 1846 gründete er die Royal Italian Opera im Covent Garden und wurde im selben Jahr Dirigent der Philharmonic Society (sein Nachfolger wurde 1855 Richard Wagner). Von 1857 bis 1880 dirigierte er die Händelfeste im Crystal Palace. Von 1871 bis 1881 war er Dirigent am Her Majesty’s Theatre.
Er anglizierte seinen Namen zu Michael Andrew Agnus Costa und wurde am 14. April 1868 geadelt.